# Deutscher Liederhort
Deutscher Liederhort (1893-94) is een omvangrijk Duits liedboek, dat wordt beschouwd als een gezaghebbende uitgave van Duitse volksliedjes.
De liedbundel is gebaseerd op een liedverzameling van ruim 20.000 Duitse volksliedjes, bijeengebracht door dirigent Ludwig Erk (1807-1883). De drie delen werden samengesteld door componist en volksliedverzamelaar Franz Magnus Böhme (1827-1898), waardoor het werk ook wel wordt aangeduid met "Erk-Böhme".
De titel Deutscher Liederhort betekent zoveel als 'schatkamer van  Duitse liedjes'.

## Voorgeschiedenis

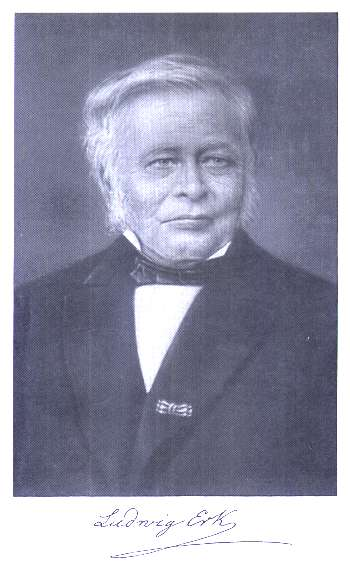
Ludwig Erk.

Ludwig Erk (1807-1883), muziekleraar, componist en dirigent, was de eerste in Duitsland die op wetenschappelijke wijze melodieën verzamelde. Hij legde een verzameling aan van ongeveer 20.000 volksliedjes en gaf verschillende liedbundels uit. Zijn voornemen om een liedboek samen te stellen van "alle volksliedjes die in Duitsland gevonden worden", kon hij niet meer uitvoeren. Van de keuze die hij uitgaf onder de titel Deutscher Liederhort (1856), verscheen enkel het eerste deel.
Erk gaf onder meer de volgende liedboeken uit: Die Deutschen Volkslieder mit ihren Singweisen (1838-45); Liederkranz. Auswahl heiterer und ernster Gesänge; für Schule, Haus und Leben (1841); Singvögelein (1848); Musikalischer Jugendfreund (1848); en Deutscher Liedergarten.

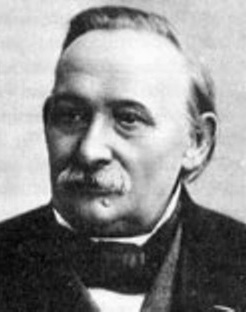
Franz Magnus Böhme.

In 1886, drie jaar na het overlijden van Erk, kocht de bibliotheek van de Königliche Hochschule für Musik ('de koninklijke hogeschool voor muziek') in Berlijn de omvangrijke nagelaten handschriftverzameling van Ludwig Erk. Franz Böhme werd belast met de opdracht om de uitgave van de liedverzameling voort te zetten. Deze verscheen in drie delen in de jaren 1893-94.
Franz Magnus Böhme (1827-1898) was leraar, componist en volksliedverzamelaar. Hij gaf onder meer muziekgeschiedenis aan het conservatorium van Frankfurt am Main. Naar het voorbeeld van de dichter en literatuurkenner Ludwig Uhland en van bovengenoemde Ludwig Erk ging hij volksliedjes verzamelen en uitgeven.
Enkele uitgaven van Böhmes hand zijn: Altdeutsches Liederbuch (1877); Geschichte des Tanzes in Deutschland (1886); en Deutsches Kinderlied und Kinderspiel (1870/1897, 2 delen).

## Indeling liedboek
De driedelige volksliedjesuitgave Deutscher Liederhort (1893-94) is onderverdeeld in 15 genres en onderwerpen.
1. Sagen, balladen
2. Historieliederen, politieke liederen
3. Liefdesliederen
4. Afscheidsliederen, reisliederen
5. Dageraadliederen
6. Bruiloftsliederen
7. Dansliederen, spelen
8. Raadsel-, wens- en wedliederen
9. Drinkliederen
10. Liederen voor de jeugd
11. Standenliederen (soldaten, jagers, boeren, enz.)
12. Spotliederen, vrolijke en grappige liedjes
13. Verschillende inhoud
14. Kinderliedjes (keuze)
15. Geestelijke liederen (feestliederen, legenden, gebedsliederen, enz.)

Böhme sloot enkele genres uitdrukkelijk uit van opname in de Liederhort, waaronder:
1. Hoofse gedichten
2. Gedichten van Meistersinger (15e- en 16e-eeuwse meesterzangers)
3. Gezelschapsliederen uit de 16e en 17e eeuw
4. Kunstliederen uit de 18e en 19e eeuw

## Voorbeelden van liedjes inLiederhort

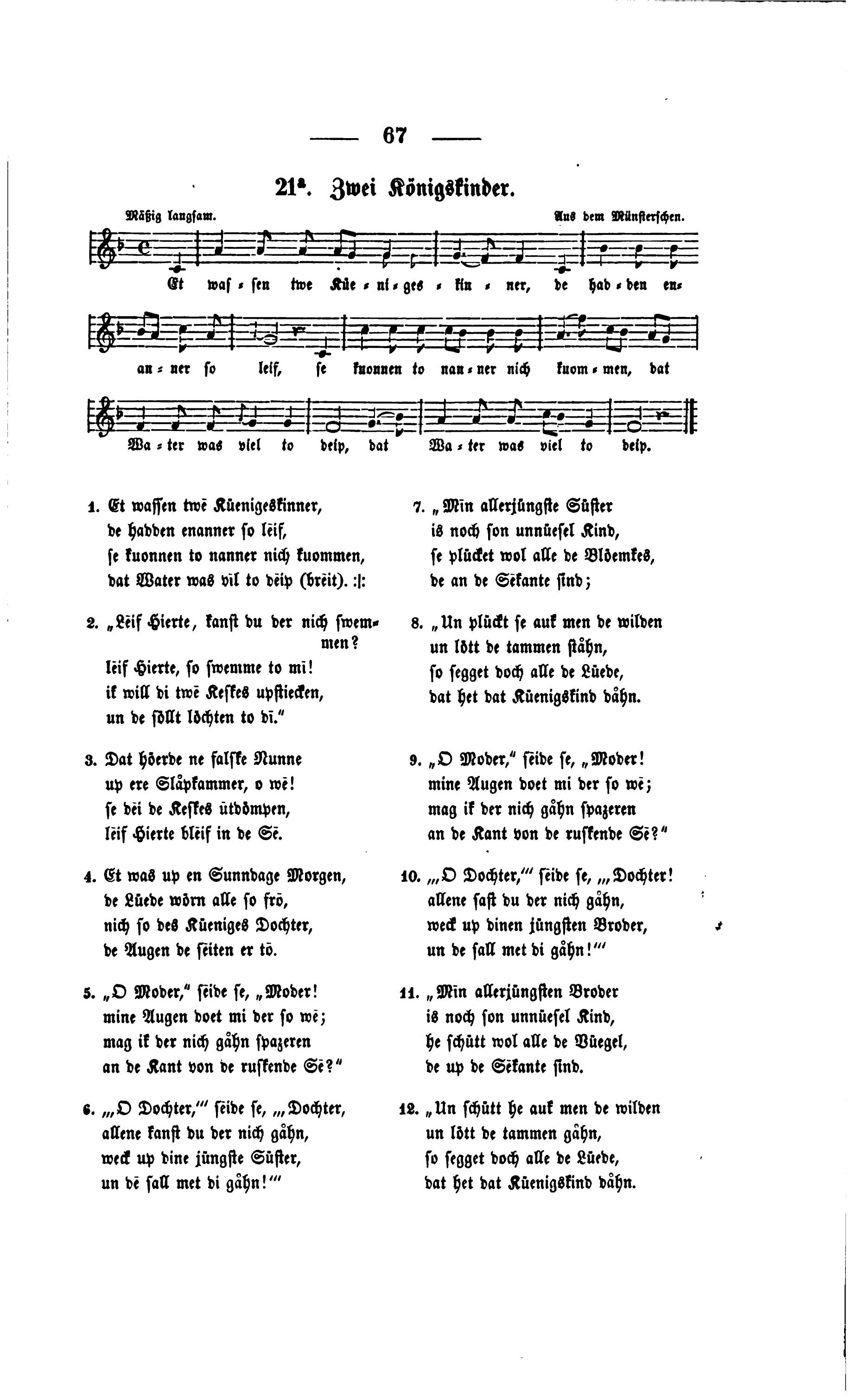
Melodie en tekst van het volksliedje 'Zwei Königskinder'.

De opgenomen liedjes zijn volksliedjes die uit de mondelinge overlevering zijn opgetekend. Dat betekent dat er (bij de zangers) geen liedschrijver meer bekend is, dat het lied eenvoudig is mee te zingen, en dat er tijdgebonden en plaatsgebonden varianten bestaan van het lied.
Enkele voorbeelden van opgenomen liedjes:
- Ach, wer will hören singen
- Ade, jetzt muß ich scheiden
- Dar steit ein Lindboem in jenem Dal
- Der Jäger in dem grünen Wald
- Es fängt sich schon das Frühjahr an
- Es waren zwei Königskinder
- Frau, du sollst nach Hause kommen
- Gut Schiffmann, führ mich über
- Ich armes Häselein im weiten weiten Feld
- Mein Herze thut mir weh
- Nachtigall, ich hör dich singen
- Schönster Schatz, mein Augentrost
- Stund ich aus hohen Bergen
- Warum bist du denn so traurig
- Wir kommen daher aus fremden Land
- Zu Maien, zu Maien die Vögelchen singen

## Ontvangst
Het driedelige liedboek geldt tot de dag van vandaag als een "onontbeerlijk standaard- en naslagwerk voor het Duitse liedonderzoek" (aldus B.  Emmrich in de biografie over Böhme). Een enorme verrijking ten opzichte van oudere liedboeken (zoals Des Knaben Wunderhorn) is het feit dat in Deutscher Liederhort niet alleen liedteksten, maar ook melodieën zijn opgenomen.
Het werk wordt echter ook bekritiseerd om verschillende tekortkomingen, die deels het gevolg waren van de beperkingen die Böhme zichzelf oplegde. Hij stelde:
"Niet alles, wat de verzamelaar heeft opgevangen uit de volksmond en uit oude handschriften en drukken heeft samengeraapt, kan een plaats krijgen in een 'schatkamer van liederen'. Zowel waardeloze als haatdragende en platvloerse teksten moeten uitgesloten worden en uit het aanbod moet slechts het waardevolle en meest voortreffelijke worden uitgekozen" ('Voorwoord' in het Deutscher Liederhort).
Arthur Hübner vergelijkt in Die Lieder der Heimat (1926) Liederhort met Wunderhorn en merkt op:
"(...) het werk dat een onderzoeker er als eerste bij moet pakken, als hij het spoor van een volksliedje na wil gaan. Uit het werk spreekt wetenschappelijke ambitie. Het is echter jammer, dat het de samensteller Böhme ontbrak aan een wetenschappelijk geweten. Ook hier mist men de uiterste, belangeloze trouw aan de overlevering (...)" (Hübner, 1926).
Wolfgang Steinitz, die zelf bij zijn uitgave van politieke volksliedjes steunde op de nalatenschap van Ludwig Erk, heeft in zijn Deutsche Volkslieder (1954) kritiek op een "bewuste weglating van antimilitaristische volksliedjes", waarbij liedjes met een politieke inhoud door Böhme vaak slechts werden afgedrukt met verzachtend commentaar.

## Uitgaven liedboek
- Deutscher Liederhort: Auswahl der vorzüglichern deutschen Volkslieder aus der Vorzeit und der Gegenwart mit ihren eigenthümlichen Melodien, samengesteld door Ludwig Erk (Berlijn, 1856)
- Deutscher Liederhort, samengesteld door Ludwig Erk en Franz Magnus Böhme (Leipzig, 1893-94), 3 delen. Herdruk: Hildesheim, 1963.